# Craig Cathcart
Craig Cathcart (ur. 6 lutego 1989 roku) – piłkarz pochodzący z Irlandii Północnej. Gra na pozycji stopera w KV Kortrijk

## Kariera
19 marca 2007 roku Cathcart po raz pierwszy wszedł do pierwszego składu Manchesteru w meczu przeciwko Middlesbrough F.C.
Na początku sezonu 2007/2008 Cathcart został wypożyczony do belgijskiego klubu Royal Antwerp i zadebiutował w meczu z Royal Charleroi. W następnym meczu Cathcart strzelił gola w przegranym meczu 1:4 przeciwko KV Kortrijk.
Strzelił także gola w meczu przeciwko Tubize, w którym padł wynik 1:1, a Cathcart został wybrany piłkarzem meczu. Po dobrym sezonie w Belgii powrócił do Manchesteru United i wystąpił w nim ponownie 24 lipca 2008 roku, grając pełne 90 minut w meczu z południowoafrykańskim Kaizer Chiefs. W sezonie 2008/2009 zagrał na turnieju Audi Cup 2009 w meczu z Boca Juniors – grał na środku defensywy z Wesem Brownem, a Manchester wygrał mecz 2:1.
14 września został wypożyczony do Watford F.C.
11 sierpnia 2010 podpisał dwuletni kontrakt z Blackpool

## Reprezentacja
Cathcart w reprezentacji Irlandii Północnej U-17 uczestniczył w kwalifikacjach do Mistrzostw Europy w piłce nożnej U-17.
W listopadzie, gdy Cathcart miał 17 lat, został powołany do kadry reprezentacji Irlandii Północnej U-21 i zagrał w spotkaniu towarzyskim z Niemcami. Jest regularnym graczem reprezentacji U-21.
3 września 2010 roku zadebiutował w dorosłej kadrze, w meczu przeciwko Słowenii.